# 5666 Rabelais
5666 Rabelais este o planetă minoră (asteroid), cu un diametru de 12,345 km, din centura de asteroizi. A fost descoperită pe 14 octombrie 1982 la Observatorul Astrofizic din Crimeea⁠(d) de Lyudmila Karachkina⁠(d) și a fost numită după François Rabelais. 
Obiectul prezintă o orbită caracterizată de o semiaxă mare de 2,4833744 UAi, o excentricitate de 0,12, o înclinație de 3,39817 ° în raport cu ecliptica.